# Siergiej Kuskow
Siergiej Kuskow, ros. Сергей Кусков. (ur. 1946) – radziecki kolarz torowy, złoty medalista mistrzostw świata.

## Kariera
Największy sukces w karierze Siergiej Kuskow osiągnął w 1969 roku, kiedy wspólnie ze Stanisławem Moskwinem, Władimirem Kuzniecowem i Wiktorem Bykowem zdobył złoty medal w drużynowym wyścigu na dochodzenie podczas torowych mistrzostw świata w Antwerpii. Był to jedyny medal wywalczony przez Kuskowa na międzynarodowej imprezie tej rangi. Nigdy nie wystartował igrzyskach olimpijskich. 